# Rawcliffe (North Yorkshire)
Rawcliffe – wieś w Anglii, w hrabstwie ceremonialnym North Yorkshire, w dystrykcie (unitary authority) York. Leży 4 km na północny zachód od miasta York i 283 km na północ od Londynu. Miejscowość liczy 5407 mieszkańców.